# Franziskusweg

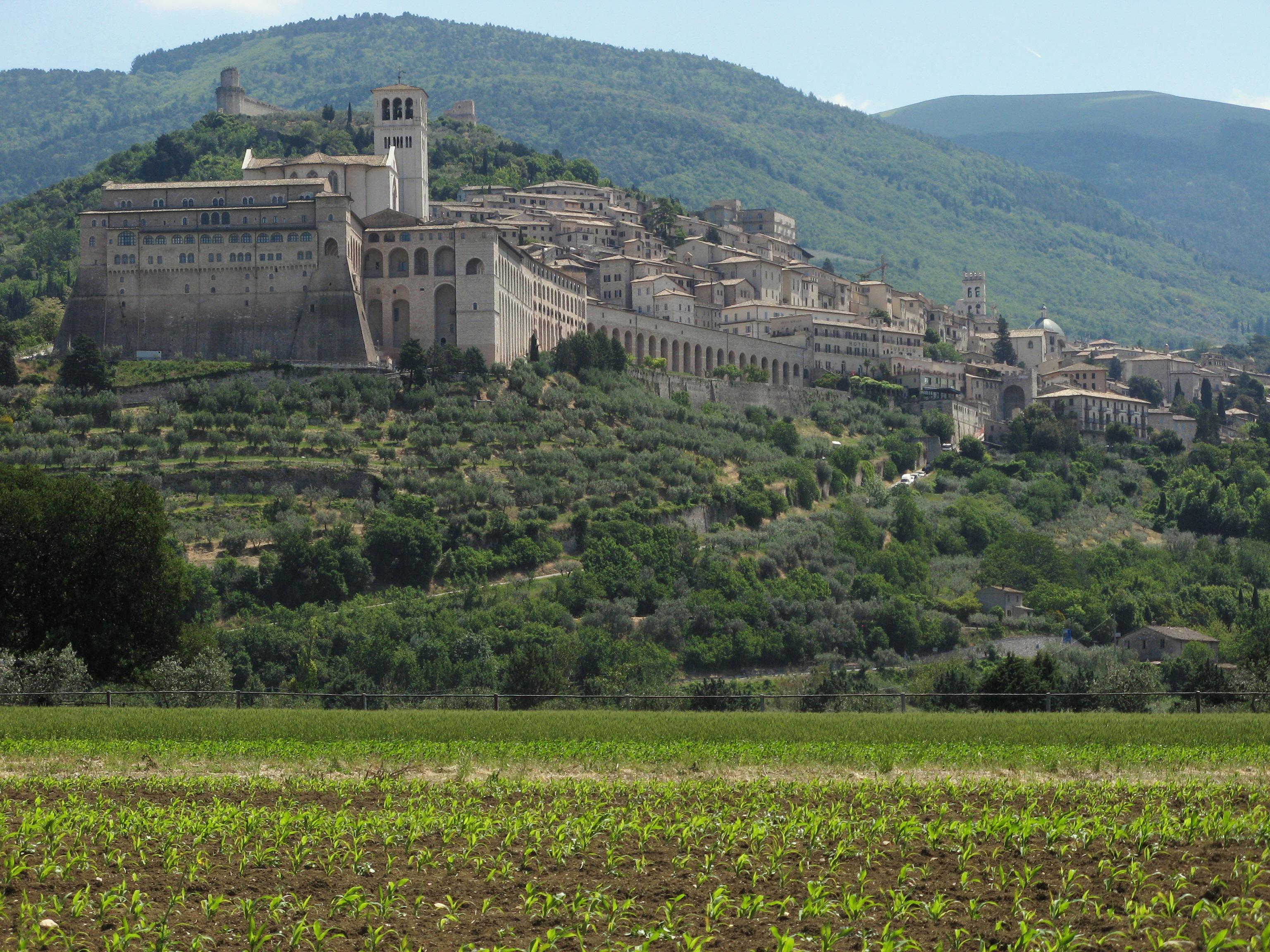
Blick von Norden auf Assisi

Als Franziskusweg werden zahlreiche Pilgerwege oder Wanderwege bezeichnet, die alle einen Bezug zum Heiligen Franz von Assisi haben. Alternative Bezeichnungen sind "Sonnengesangsweg", "Franziskanischer Besinnungsweg" oder "Schöpfungsweg". Für 2017 werden von einer Initiativgruppe "Franziskuswege" 49 Wege im deutschsprachigen Raum aufgelistet.  Entweder greifen diese Wege Aspekte der Spiritualität von Franz von Assisi auf oder sie verbinden tatsächliche Aufenthaltsorte von Franziskus. Der bekannteste und wichtigste dieser Wege ist der Franziskusweg in Mittelitalien. Anders als beim Jakobusweg ist nicht das Grab des Namensgebers das Ziel, sondern das Aufsuchen von Orten, die mit ihm zu tun hatten oder haben. Dadurch gibt es auch nicht einen eindeutig festgelegten Franziskusweg, sondern an vielen Stellen mehrere Varianten. Gemeinsame Orte sind aber immer La Verna in der Toskana, Gubbio, natürlich Assisi als Geburtsort und Grabstätte, das Rietital und schließlich Rom als Zielort seiner verschiedenen Besuche beim Papst.

## Franziskuswege in Auswahl

### Der Franziskusweg im Reintal in Südtirol

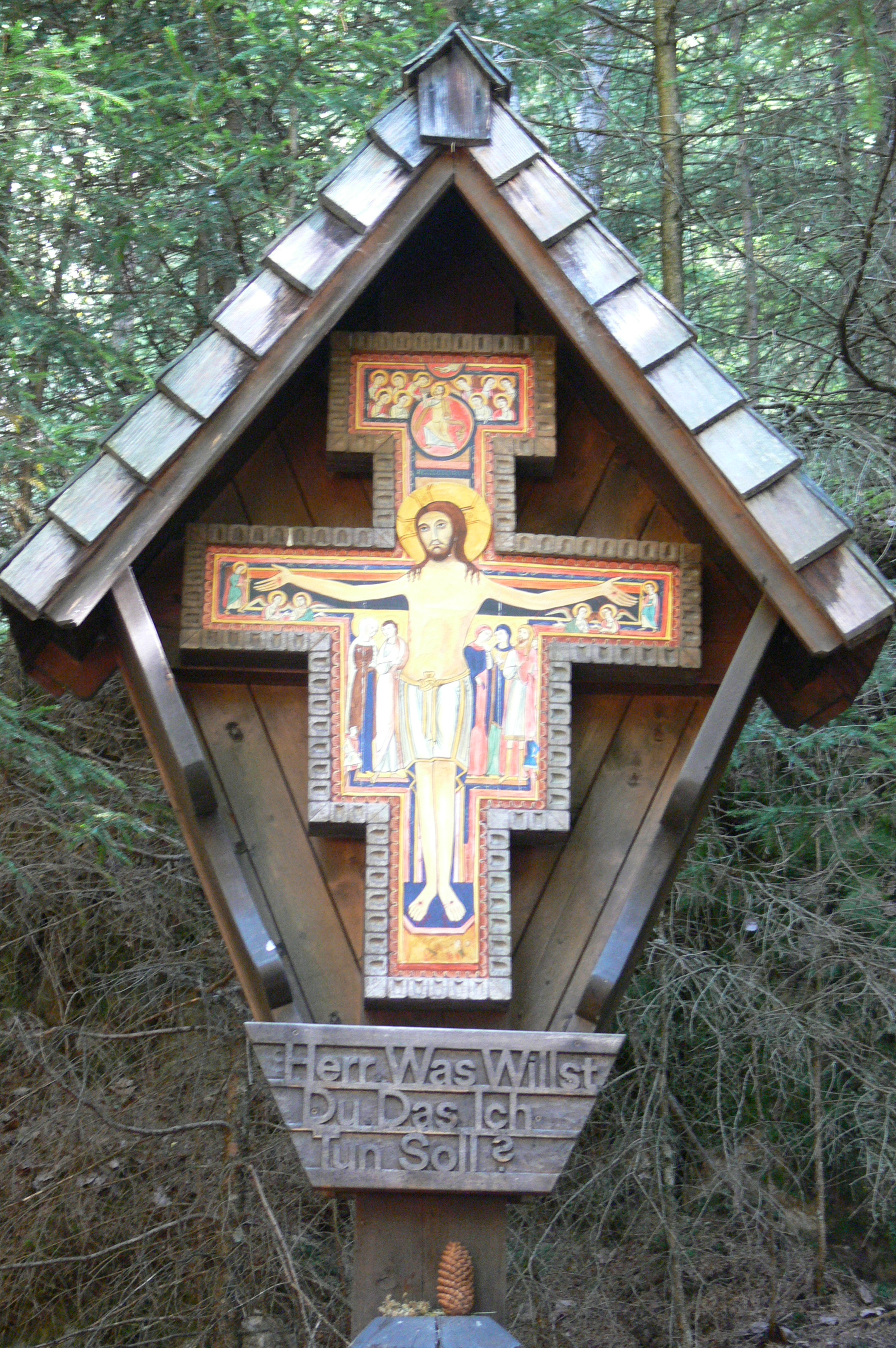
Franziskus-Kreuz in Taufers

Der Franziskusweg startet in Winkl (Fraktion Kematen der Gemeinde Sand in Taufers) und führt an den Reiner-Wasserfällen vorbei durch eine der schönsten Naturlandschaften des Tauferer Tals zur Franz- und Klara-Kapelle. Auf der gut einstündigen Wanderung kommt man an zehn Besinnungspunkten vorbei, entsprechend den zehn Strophen des Sonnengesangs des Heiligen Franziskus. Der Weg wurde um 1990 von Leo Munter, dem damaligen Dekan von Taufers, gegründet. Die verfallene Franz- und Klara-Kapelle wurde wieder aufgebaut und so entstand für viele ein beliebter Wallfahrtsort bzw. Ausflugsziel. Bereits wenige Jahre später gingen jährlich schätzungsweise 60.000 bis 80.000 Pilger auf diesem Weg. In Südtirol entstanden daraufhin weitere Besinnungswege zu verschiedenen religiösen Themenschwerpunkten. Besonders im deutschen Sprachraum wird eine Vielzahl von Franziskuswegen errichtet. Der Tauferer Franziskusweg wird als der „Urweg“ dieser Wege bezeichnet.

### Der Franziskusweg um die Thüringer Hütte in der Rhön
Die Entstehung des Weges wurde angeregt durch den Franziskusweg im Reintal, einem Seitental des Tauferer-Ahrntales in Südtirol. Auf private Initiative hin, mit Unterstützung durch die Diözese Würzburg, dem Landkreis Rhön-Grabfeld, dem Bezirk Unterfranken sowie
zahlreichen Firmen und Privatpersonen konnte der Franziskusweg im Mai 2007 eröffnet werden. Träger ist ein „Freundeskreis Franziskusweg e.V.“, dessen Aufgabe die Erhaltung und Förderung ist, genauso wie die Belebung des Franziskusweges durch die Organisation von geistlichen Führungen und Veranstaltungen.
Der Franziskusweg beginnt am Parkplatz unterhalb des Jugendhauses / Schullandheimes Thüringer Hütte. Man begeht ihn am sinnvollsten im Uhrzeigersinn Richtung Rother Kuppe mit Besuch der einzelnen Stationen und Abschluss in der Kapelle. Der Rundweg hat eine Gesamtlänge von ca. 5 Kilometern und umfasst 17 Stationen, 10 Kunst- und 7 Lesestationen. Er verläuft auf vorhandenen Forst- und Wanderwegen bei einer Höhendifferenz von ca. 65 m. Rote Wegweiser mit dem Τ, dem franziskanischen Tau, markieren den Weg.

### Der Franziskus-Pilgerweg in Garmisch-Partenkirchen

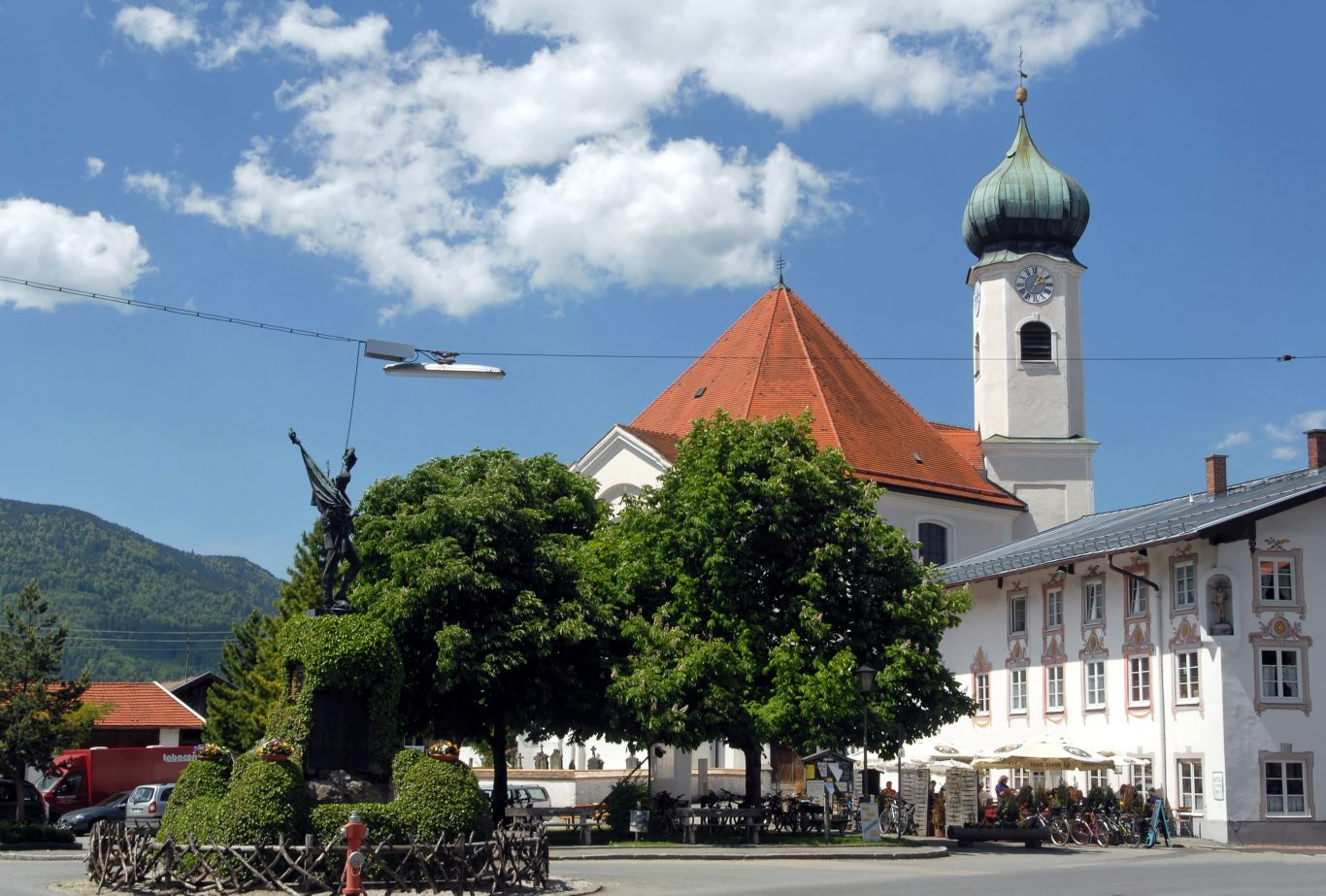
Die katholische Pfarrkirche St. Clemens in Eschenlohe

Der Pilgerweg des Hl. Franziskus von Assisi startet an der Pfarrkirche St. Clemens in Eschenlohe  und endet am Franziskanerkloster St. Anton in Partenkirchen. Schwerpunkt des Weges ist die Schöpfung Gottes in all ihrer Vielfalt zu erleben. Dazu gibt es an einzelnen Wegstationen Informationen über die Biodiversität – die Vielfalt des Lebens – bzw. Geschichte der Orte. Der Hauptweg über die „Sieben Quellen“ hat eine Länge von 16 km. Ein Alternativweg führt entlang der Loisach mit 15,5 km. Teilweise verläuft die Route auf der Via Romea, einem uralten Pilger- und Handelsweg nach Rom. Träger des Weges ist das Katholische Kreisbildungswerk Garmisch-Partenkirchen e. V.

### Besinnungsweg in Aurach/Mittelfranken

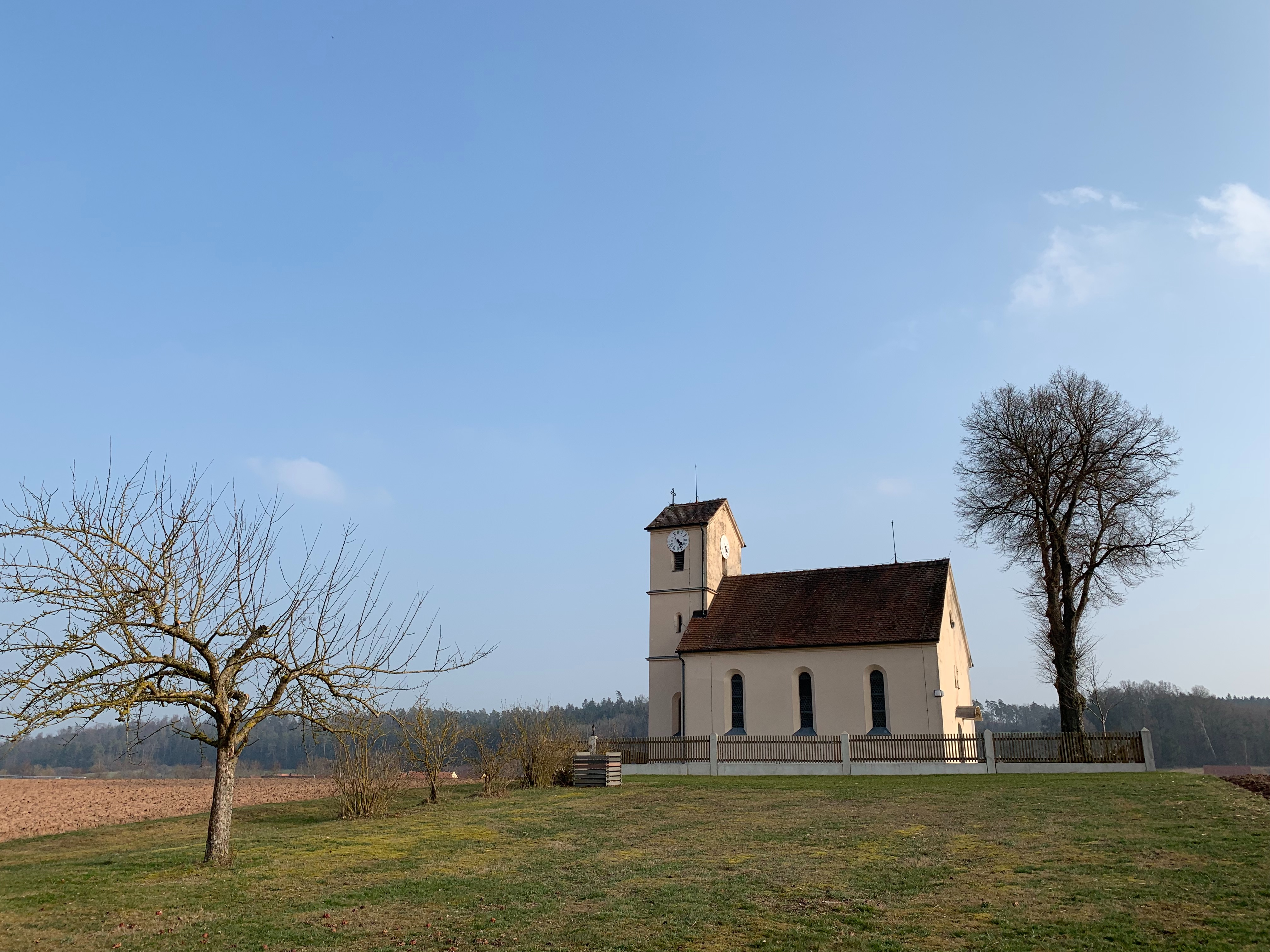
Die 1855 neu errichtete katholische Wallfahrts- und Filialkirche Mater Dolorosa von Windshofen

Der Auracher Besinnungsweg besteht aus zwei Teilen. Er bietet eine Anleitung zur persönlichen Sinn- und Naturerfahrung. Der Weg "Sonnengesang" im Süden verläuft in einer lieblichen offenen Landschaft. Seine neun Stationen orientieren sich am Sonnengesang des Heiligen Franziskus von Assisi. Die Streckenlänge beträgt 6,5 km. Der Beginn mit Parkplatz liegt an der Kapelle Mater dolorosa in Windshofen. Der Weg "Sinneslust" im Norden schlängelt sich mit seinen neun Stationen zur Sinneserfahrung durch ein Waldgebiet. Die Streckenlänge beträgt 3,5 km. Beginn ist in der Nähe des Friedhofs in Aurach. Der Besinnungsweg Aurach ist ein Projekt der Gemeinde Aurach, der Kommunalen Allianz AGIL und des Landschaftspflegeverbandes Mittelfranken (LPV). Im Jahr 2008 wurde der Besinnungsweg unter Federführung des Landschaftspflegeverbandes Mittelfranken in der heutigen Form neu eingerichtet und erweitert.

### Franziskusweg in die Marken
Cammino Francescano delle Marca verläuft über 167 km von Assisi nach Ascoli Piceno in der Region Marken. Die Strecke ist in acht Etappen eingeteilt:
1. Assisi > Foligno
2. Colfiorito
3. Polverina
4. Montalto di Cessapalombo
5. Sarnano
6. Comunanza
7. Venarotta
8. Ascoli Piceno

## Der Franziskusweg von Florenz nach Rom
Der Franziskusweg in Italien, auch als Via di Francesco bekannt, ist ein 520 Kilometer langer Wanderweg, der vom Leben des Heiligen Franziskus von Assisi inspiriert ist. Der Franziskusweg führt auf einer alten Römerstraße von Florenz nach Rom auf den Spuren des Heiligen Franziskus durch eine abwechslungsreiche Landschaft, vorbei an wichtigen franziskanischen Stätten wie dem Heiligtum von La Verna, Assisi und dem Rieti-Tal.
Dabei ist der Franziskusweg eine Kombination oder Aneinanderreihung aus vielen kürzeren Wallfahrten zu einigen der Franziskanerheiligtümer entlang des Weges.
Die Markierungen für den Franziskusweg variieren. Auf dem ersten Abschnitt von Florenz nach Sansepolcro sind es hauptsächlich rot-weiße Wandermarkierungen. Ab Sansepolcro sind es horizontal gelb-blau gestreifte Wegweiser mit gelbem Tau-Kreuz. Bei Vorlage eines Pilgerpasses, der auf dem Weg abgestempelt wurde, wird in Assisi ein Zertifikat, die „Assisiana“, ausgestellt.
Die folgende Beschreibung orientiert sich an der von Susanne und Walter Elsner vorgeschlagenen modernen Wegführung. Sie hat zum Ziel, möglichst viele der geschichtsträchtigen Franziskus-Orte auf der Strecke von Florenz über Assisi bis Rom zu berühren.
Von Poggio Bustone bis Rieti läuft der Franziskusweg parallel zum Pilgerweg Benediktweg von Norcia über Subiaco nach Montecassino.
| Nr. | Startort – Zielort                 | Höhenmeter ↑ in m | Höhenmeter ↓ in m | Entfernung in km | Orte mit Bezug zur Lebensgeschichte des Franziskus |
| --- | ---------------------------------- | ----------------- | ----------------- | ---------------- | --- |
| 1   | Florenz – Pontassieve              | 660               | 640               | 21,6             | Santa Croce in Florenz steht etwa an der Stelle, an der Franziskus mit einigen Gefährten 1217 eine Kapelle und kleine Hütten baute |
| 2   | Pontassieve – Consuma              | 1070              | 160               | 17,5             | Nach seiner Nahost-Reise 1219 ging Franziskus auf dem Weg von Florenz nach Camaldoli wahrscheinlich über den Pass von Consuma |
| 3   | Consuma – Stia                     | 400               | 940               | 15,0             | |
| 4   | Stia – Camaldoli                   | 980               | 600               | 15,9             | Die Einsiedelei Camaldoli beherbergte Franziskus nach seiner Nahost-Reise im Jahr 1220 |
| 5   | Camaldoli – Biforco                | 1000              | 1150              | 18,0             | |
| 6   | Biforco – La Verna                 | 700               | 240               | 7,3              | 1213 erhielt Franziskus den Berg La Verna als Geschenk von Graf Orlando Catani von Chiusi. Ab 1214 besuchte Franziskus den Ort regelmäßig und betete in der Felsenlandschaft des Sasso Spicco                                                                                             |
| 7   | La Verna – Caprese Michelangelo    | 620               | 1130              | 17,5             | An der Eremo della Casella soll sich der todkranke Franziskus tränenreich von seinem Lieblingsort La Verna verabschiedet haben |
| 8   | Caprese Michelangelo – Sansepolcro | 360               | 650               | 25,3             | |
| 9   | Sansepolcro – Città di Castello    | 750               | 800               | 26,8             | In der Nähe von Monecasale stand eine Burg und ein Hospiz. Diese Anlage bekam Franziskus 1213 vom Bischof von Città di Castello geschenkt. Er soll dort mehrfach übernachtet haben. Auch die Legende, dass Franziskus durch seine Großherzigkeit drei Räuber bekehrte, wird dort verortet |
| 10  | Città di Castello – Pietralunga    | 970               | 680               | 30,3             | |
| 11  | Pietralunga – Gubbio               | 750               | 820               | 26,2             | Gubbio ist mit jener Legende verbunden, nach der Franziskus hier 1222 einen Wolf zähmte, der zuvor die Einwohner bedroht hatte |
| 12  | Gubbio – Val di Chiascio           | 330               | 360               | 16,3             | Bezug zur Lebensgeschichte des Franziskus |
| 13  | Val di Chiascio – Valfabbrica      | 430               | 600               | 19,4             | An der Chiesa di Caprignone fand 1223 das erste Generalkapitel des Franziskanerordens außerhalb von Assisi statt |
| 14  | Valfabbrica – Assisi               | 530               | 400               | 14,8             | Geburts- und Sterbeort von Franziskus mit zahlreichen Sehenswürdigkeiten |
| 15  | Assisi – Foligno                   | 200               | 400               | 21,6             | Portiunculakapelle in Santa Maria degli Angeli; in Rivotorto: Ort der ersten Gemeinschaft um Franziskus. In Foligno verkaufte Franziskus Stoffe aus dem Geschäft seines Vaters, was u. a. zu seiner Enterbung führte                                                                      |
| 16  | Foligno – Pissignano               | 470               | 470               | 18,8             | In San Sabino ist eine Bekehrungsvision des Franziskus auf dem Weg in den Kreuzzug verortet |
| 17  | Pissignano – Monteluco di Spoleto  | 640               | 100               | 19,1             | In Monteluco erhielt Franziskus 1218 das Katharinakirchlein von den dortigen Benediktinern als Aufenthaltsort. Aus Weiden gebaute Mönchszellen sind noch sichtbar |
| 18  | Monteluco di Spoleto – Perchia     | 580               | 900               | 16,7             | |
| 19  | Perchia – Romita di Cesi           | 800               | 490               | 18,4             | In Romita di Cesi gründete Franziskus 1213 ein Kloster |
| 20  | Romita di Cesi – Terni             | 190               | 820               | 17,5             | In Terni hat Franziskus der Überlieferung nach gepredigt |
| 21  | Terni – Piediluco                  | 620               | 370               | 16,7             | Franziskus verweilte öfters – auf jeden Fall 1208 – in Piediluco |
| 22  | Piediluco – Poggio Bustone         | 970               | 560               | 20,2             | Franziskus verweilte öfter in den Höhlen bei Poggio Bustone – erstmals 1209 |
| 23  | Poggio Bustone – Rieti             | 360               | 750               | 17,1             | Franziskus war öfter in Rieti. Im Bischofspalast heilte er ein krankes Mädchen und trug die Versöhnungsstrophe aus dem Sonnengesang vor zerstrittenen Stadtparteien vor |
| 24  | Rieti – Greccio                    | 900               | 600               | 21,9             | In Fontecolombo schrieb Franziskus 1223 die endgültige Ordensregel. Hier ließ er sich nach seiner Palästinareise wegen eines Augenleidens erfolglos mit einem glühenden Eisen behandeln.                                                                                                  |
| 25  | Greccio – Stroncone                | 380               | 640               | 14,4             | An dem Ort, an dem heute das Santuario di Greccio steht, hat Franziskus 1223 das Weihnachtsfest mit der ersten Weihnachtskrippe gefeiert. Das Kloster San Francesco in Stroncone wurde von Franziskus selbst 1213 gegründet                                                               |
| 26  | Stroncone – Calvi dell´Umbria      | 1000              | 1000              | 21,3             | Ab 1213 nutzte Franziskus die Einsiedelei Sacro Speco immer wieder als Rückzugsort für Gebet und Meditation. So soll Franziskus hier Wasser aus einem Brunnen geschöpft haben, das zu Wein wurde. Nachweislich 1213 predigte Franziskus in Calvi dell´Umbria                              |
| 27  | Calvi dell´Umbria – Selci          | 400               | 600               | 19,7             | |
| 28  | Selci – Farfa                      | 450               | 450               | 19,7             | |
| 29  | Farfa – Montelibretti              | 530               | 530               | 14,4             | |
| 30  | Montelibretti – Mentana            | 250               | 340               | 17,1             | |
| 31  | Mentana – Rom                      | 310               | 450               | 31,7             | Die Statua di San Francesco auf dem Platz vor San Giovanni in Laterano erinnert an die Reise von Franziskus zu Papst Innozenz III. im Jahr 1210, um die Lebensweis der jungen Gemeinschaft bestätigen zu lassen                                                                           |

### Bildergalerie

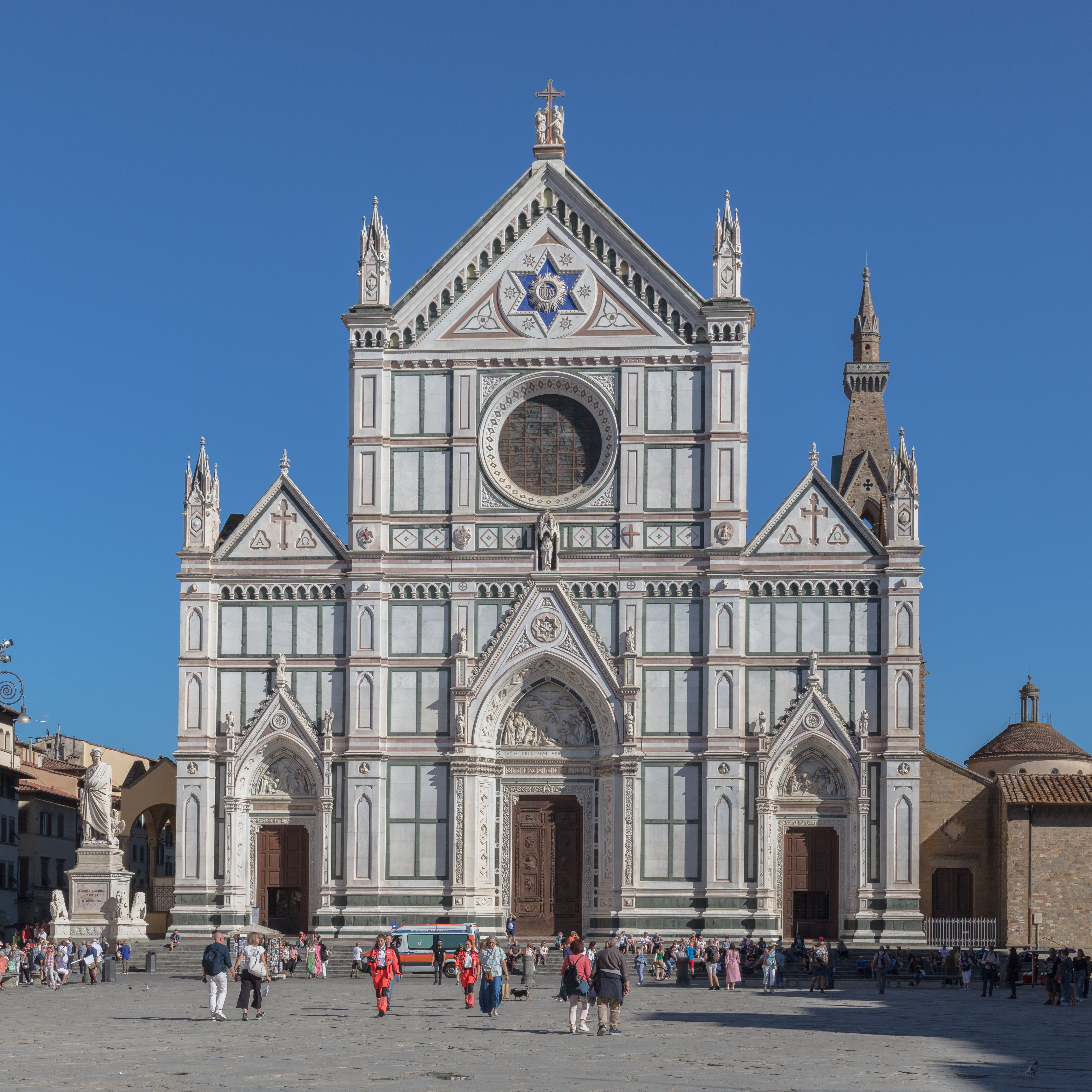
Basilika Santa Croce in Florenz
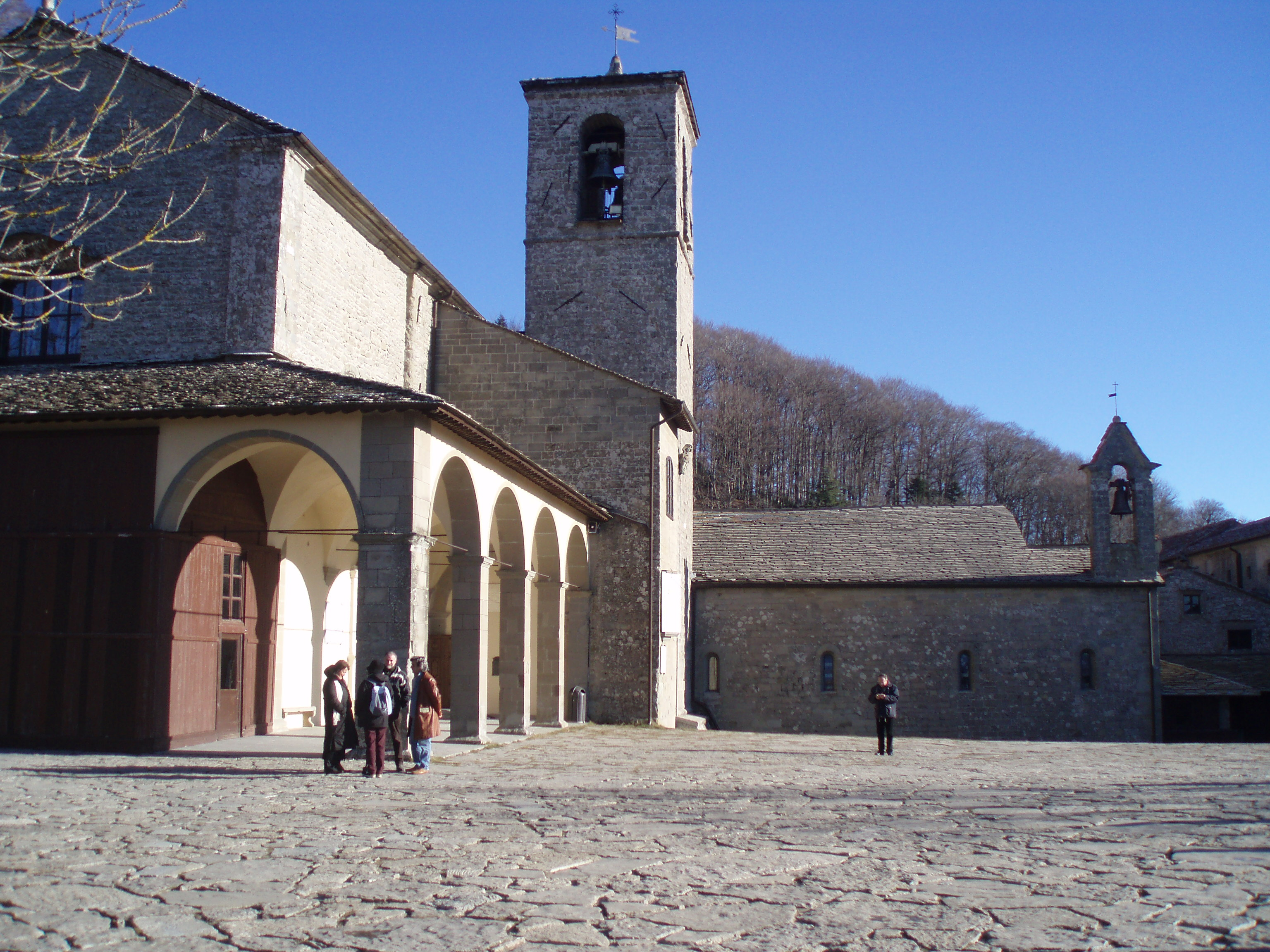
Santuario della Verna
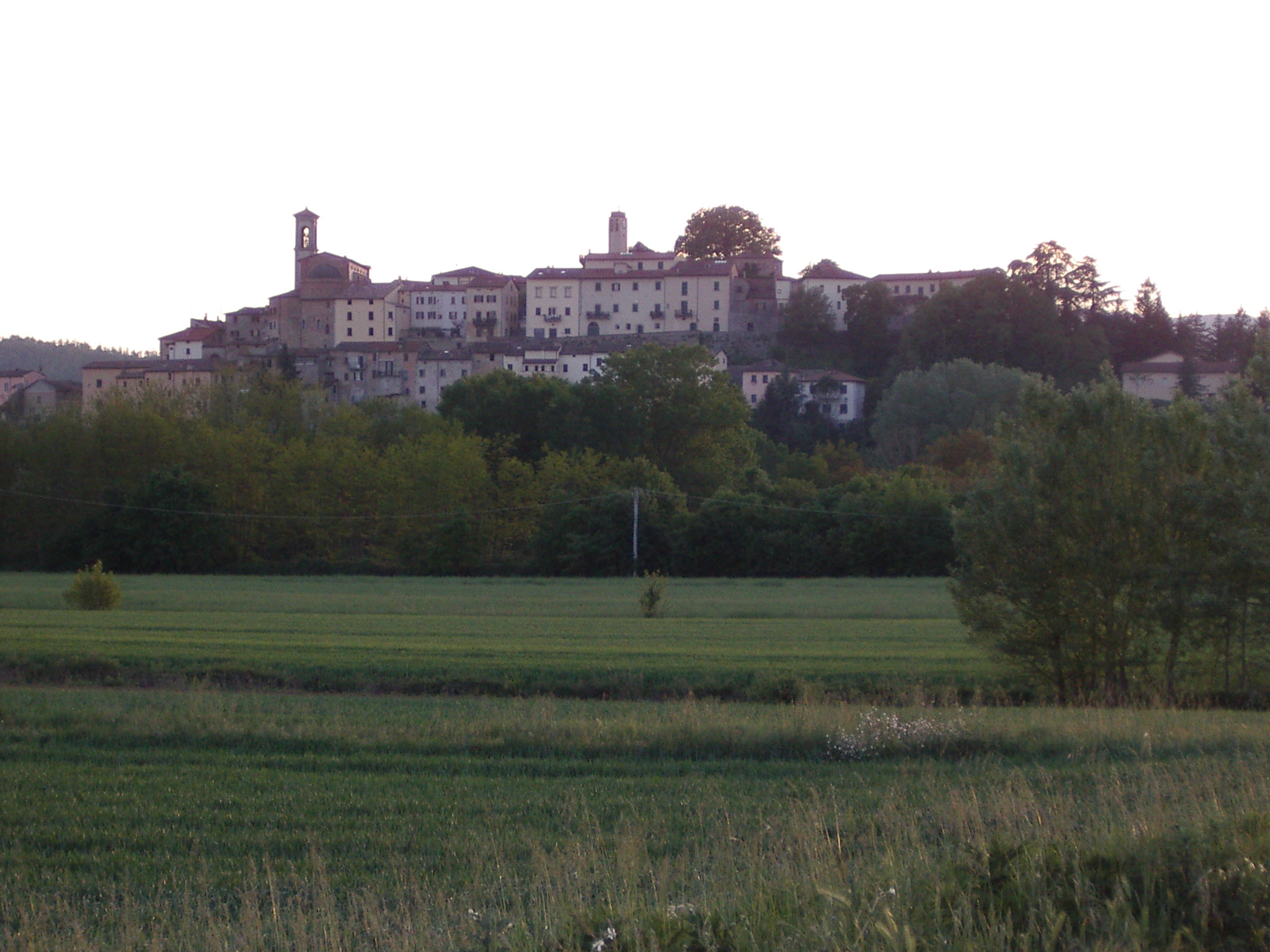
Blick auf Citerna
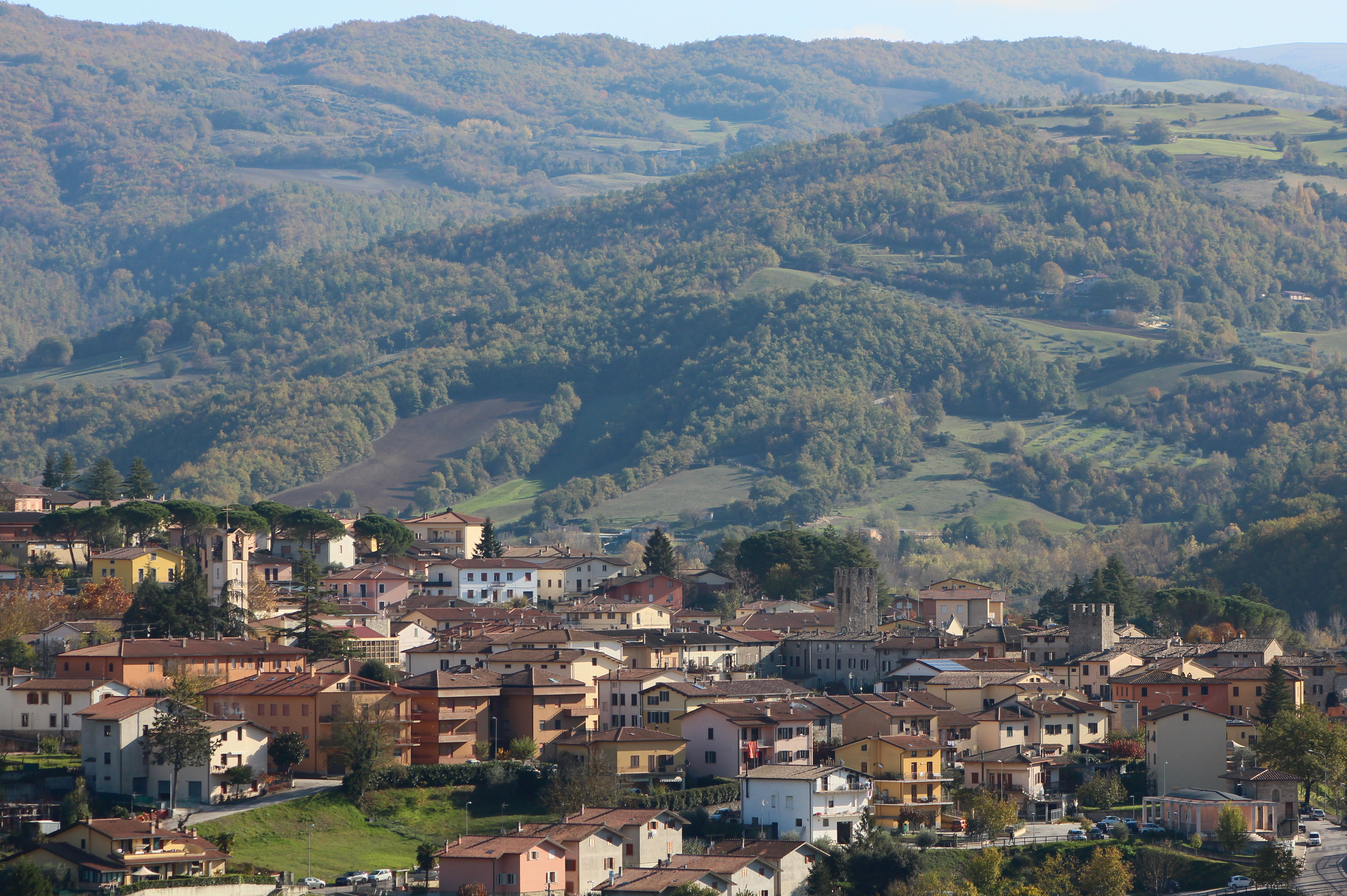
Blick auf Valfabbrica
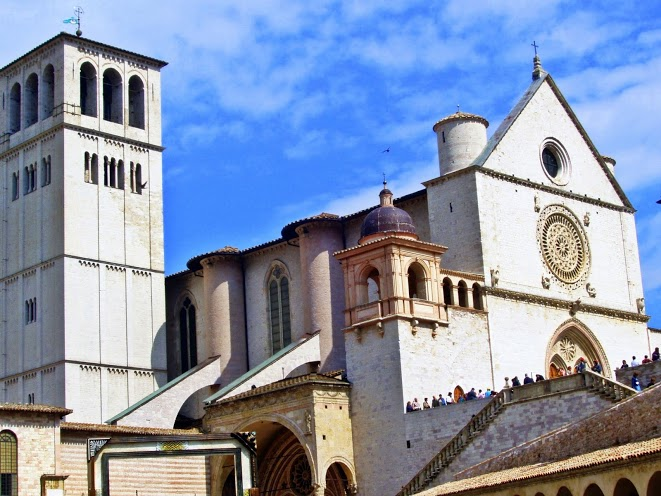
Basilika San Francesco in Assisi
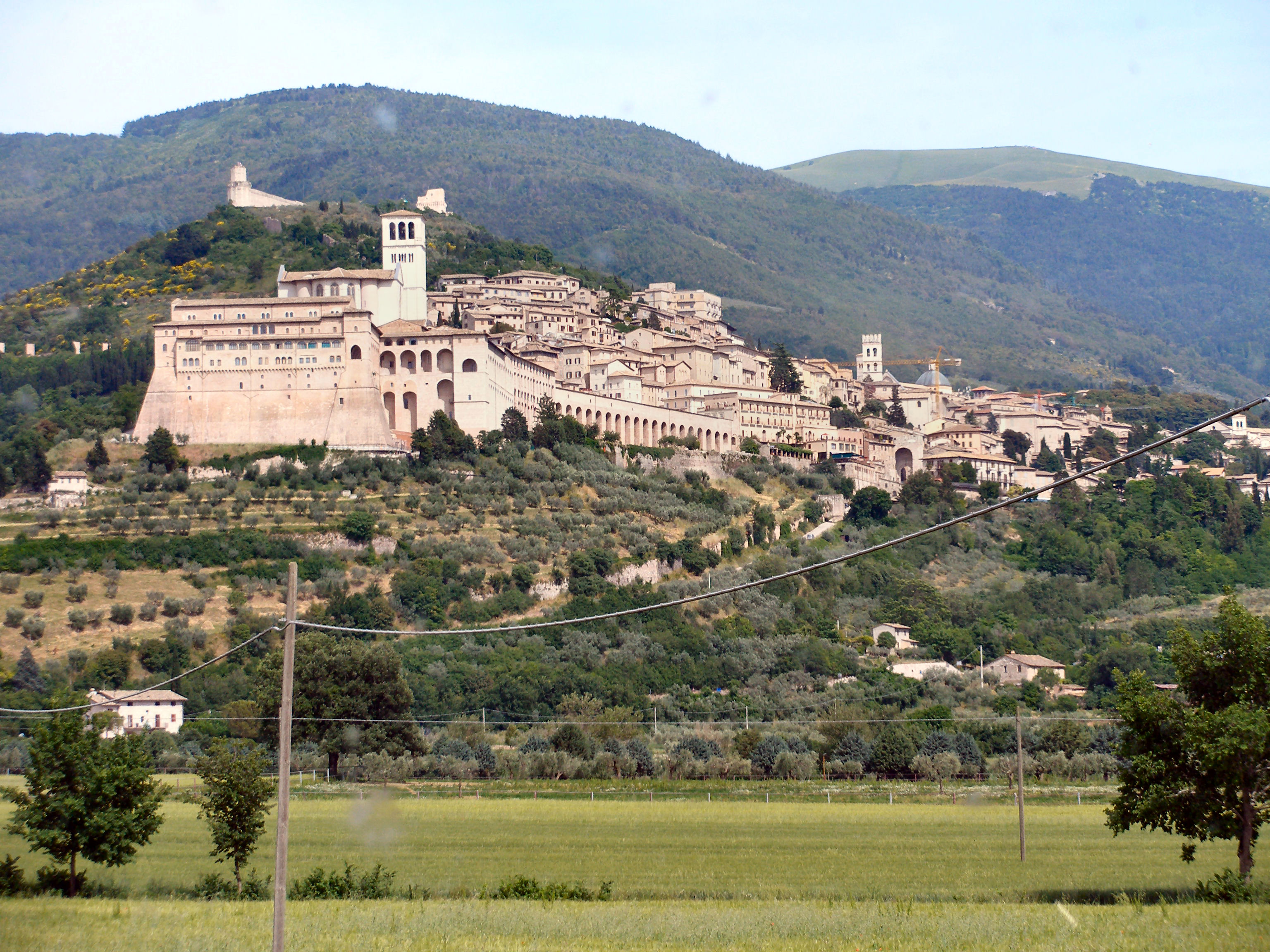
Assisi – Blick vom Tal
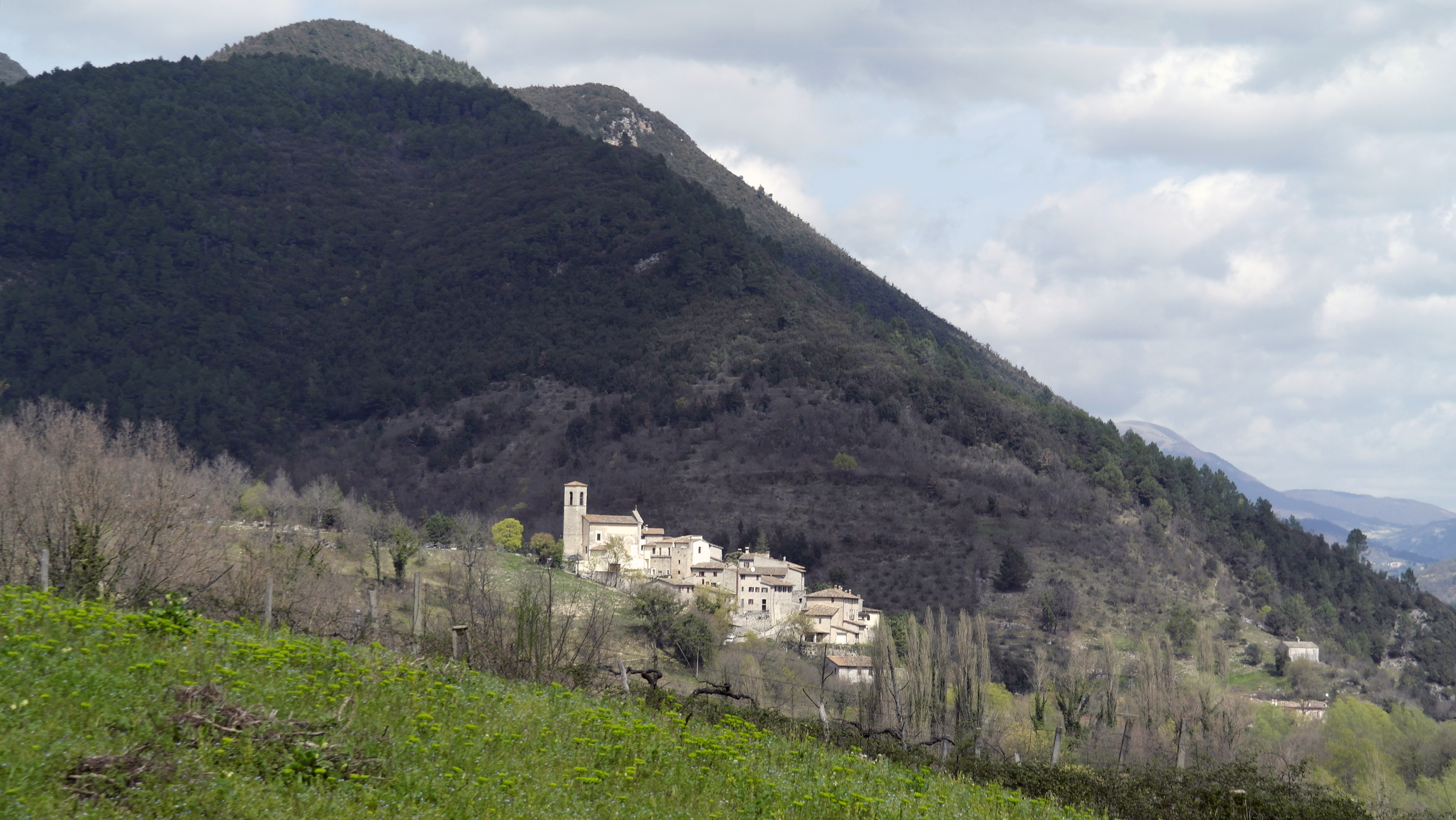
Blick auf Ceselli
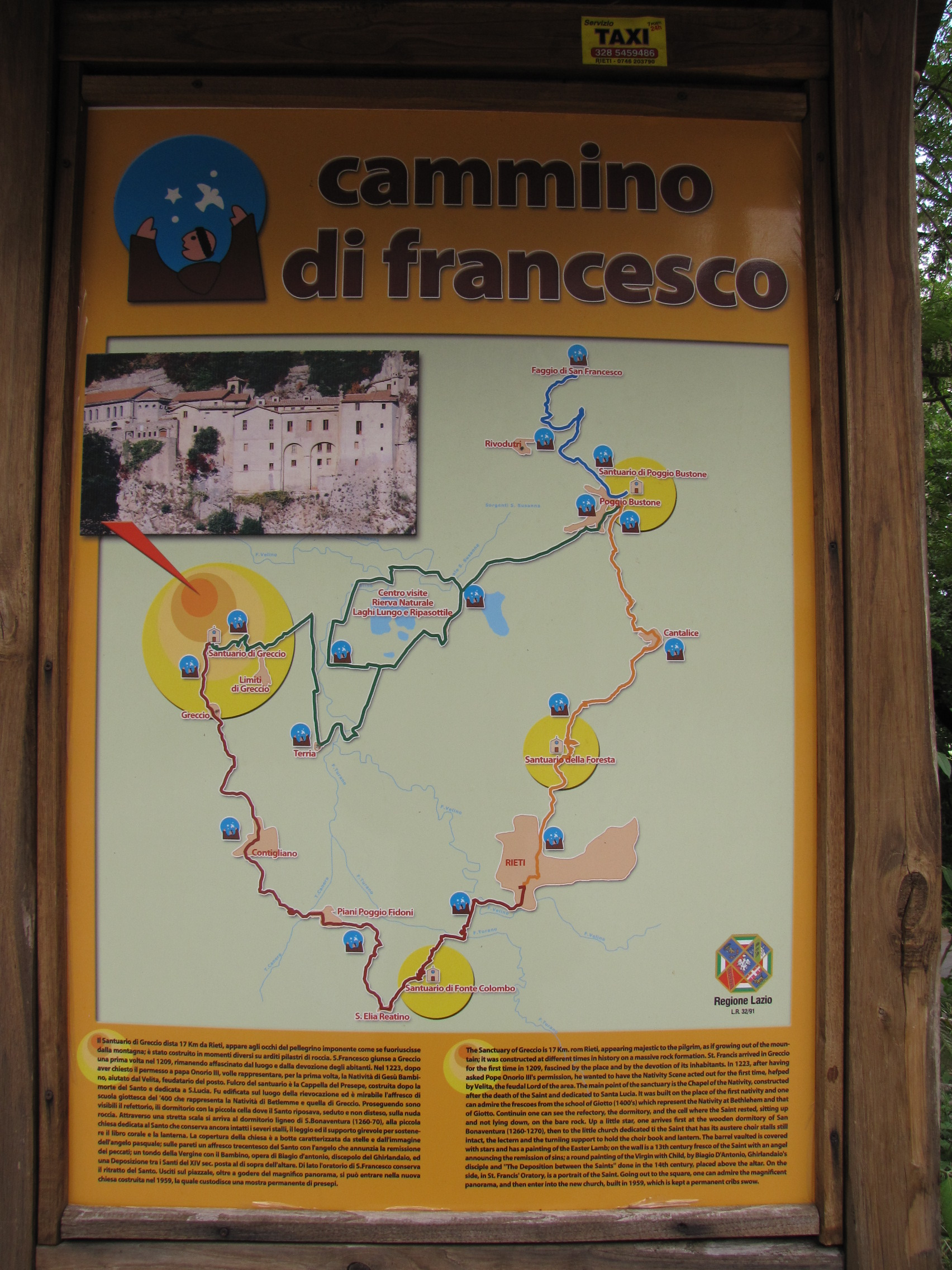
Karte mit Wegvarianten nach Rieti
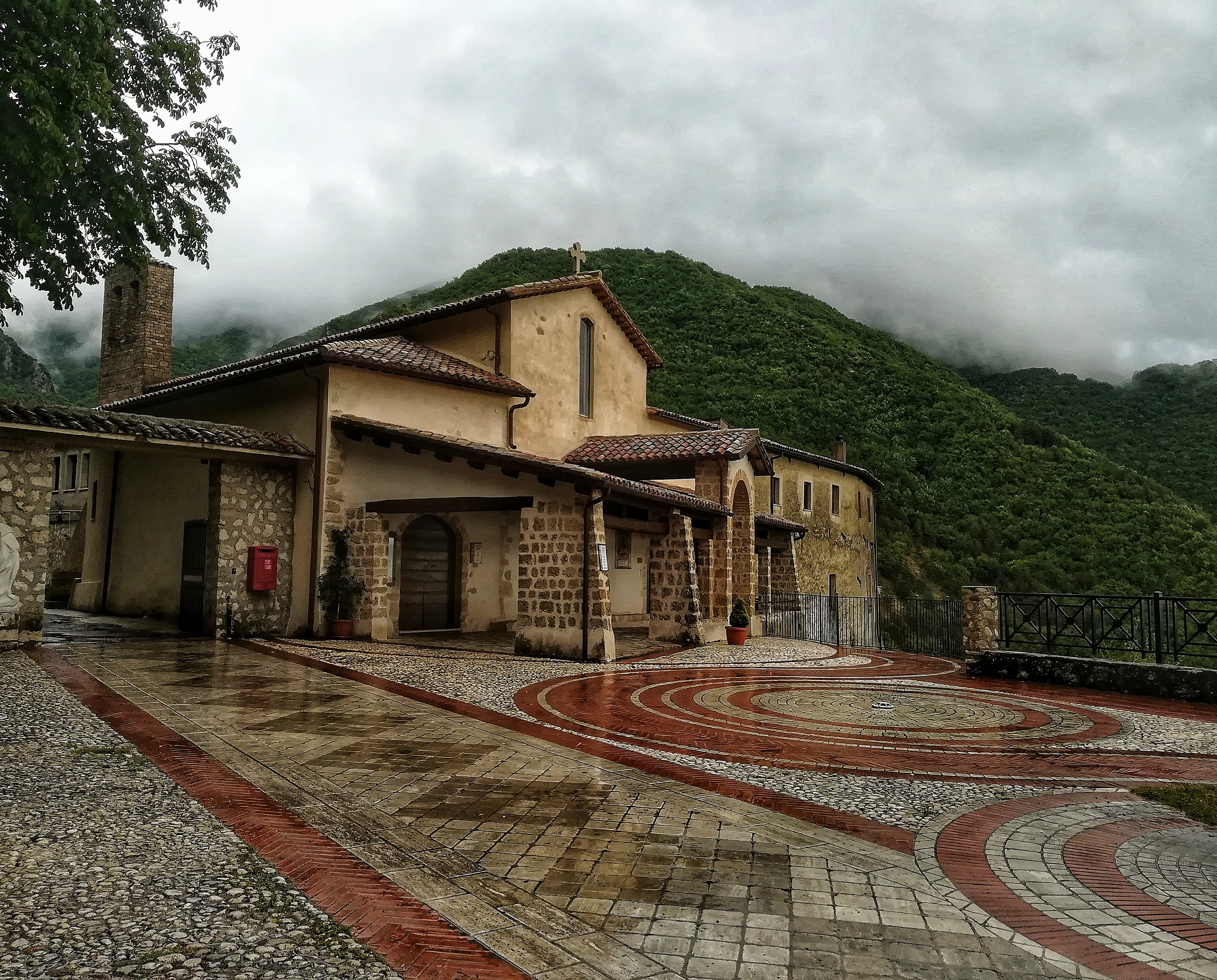
Santuario di Poggio Bustone
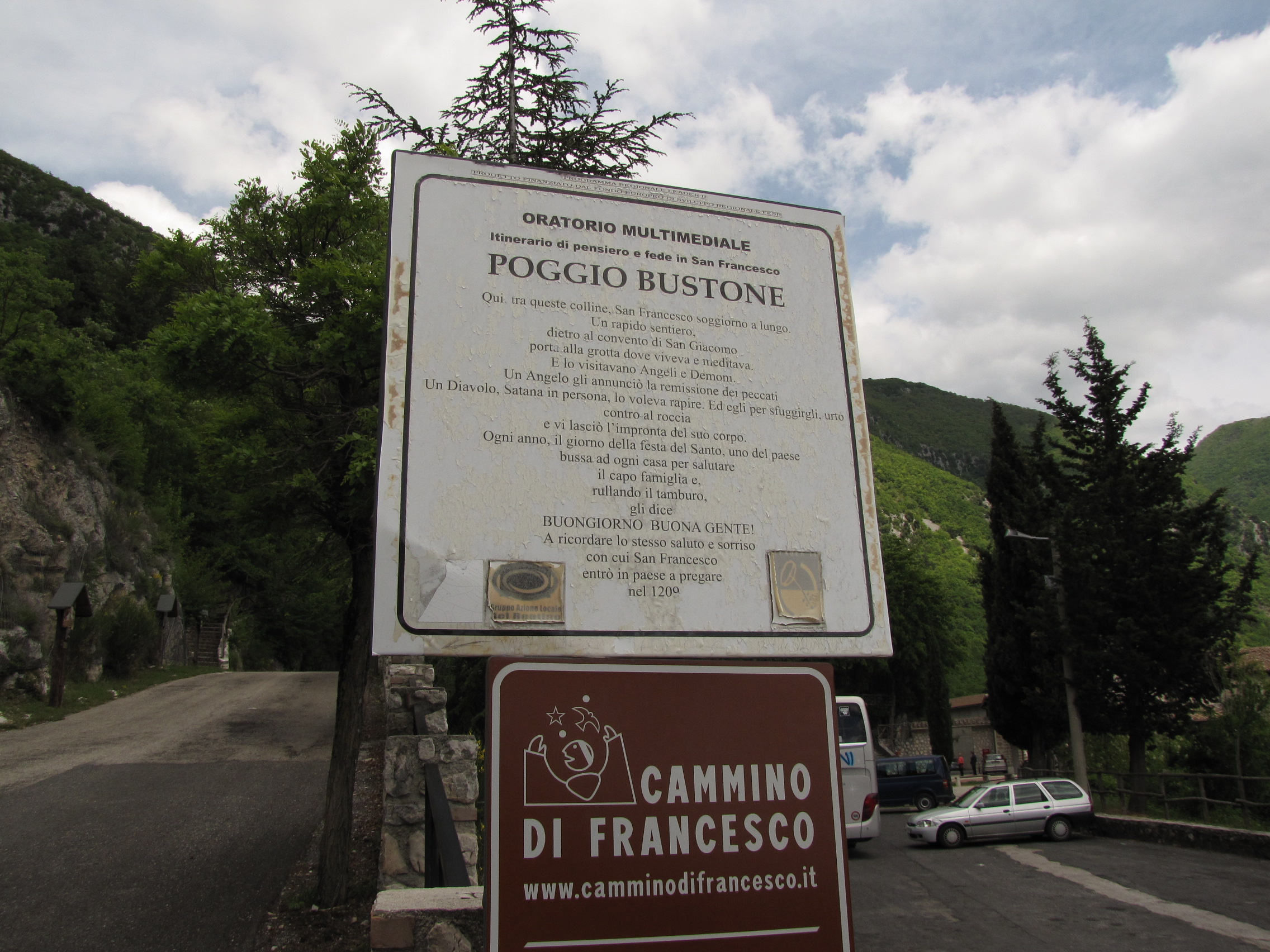
Eingang zum Santuario di Poggio Bustone
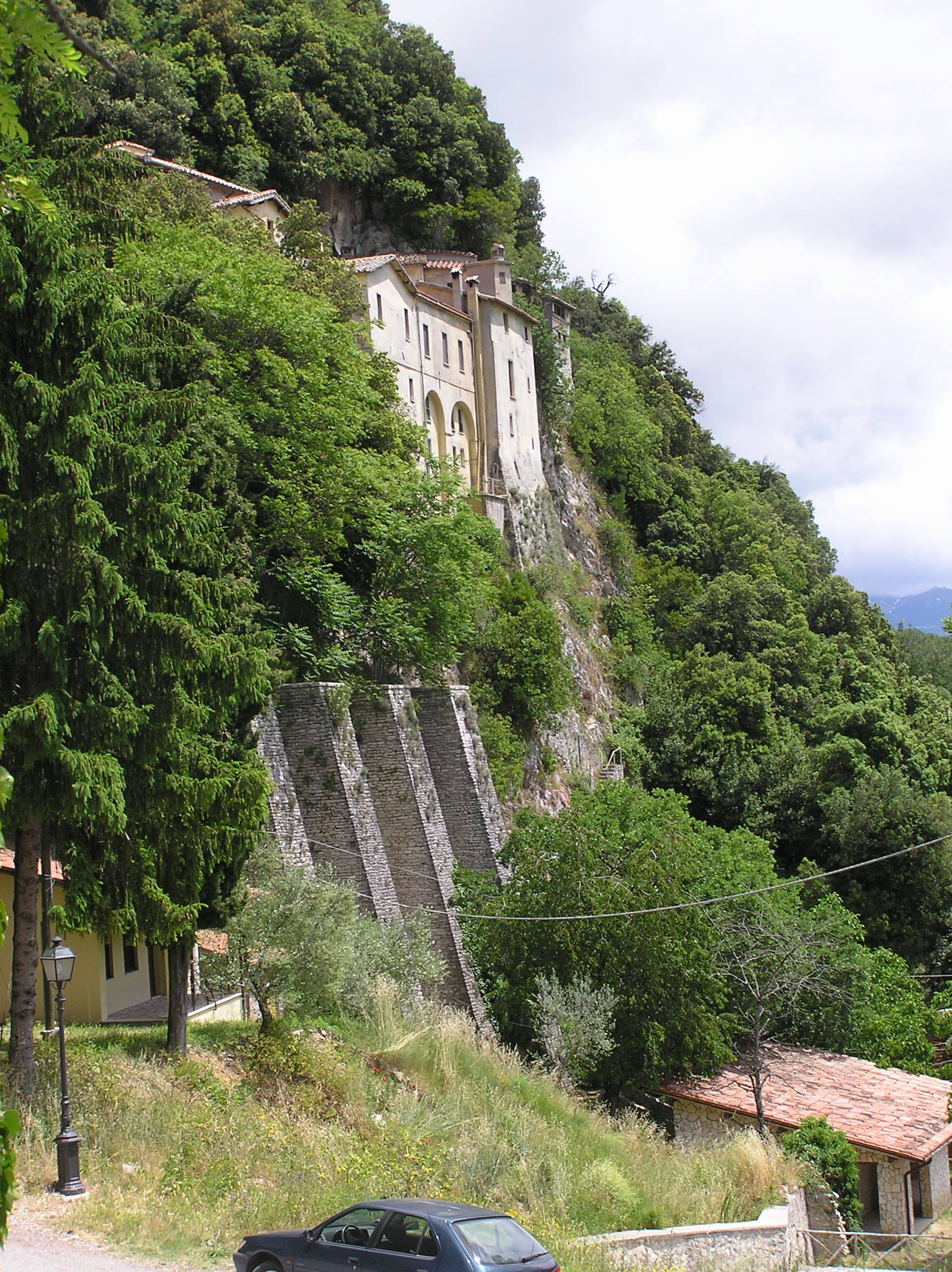
Santuario di Greccio
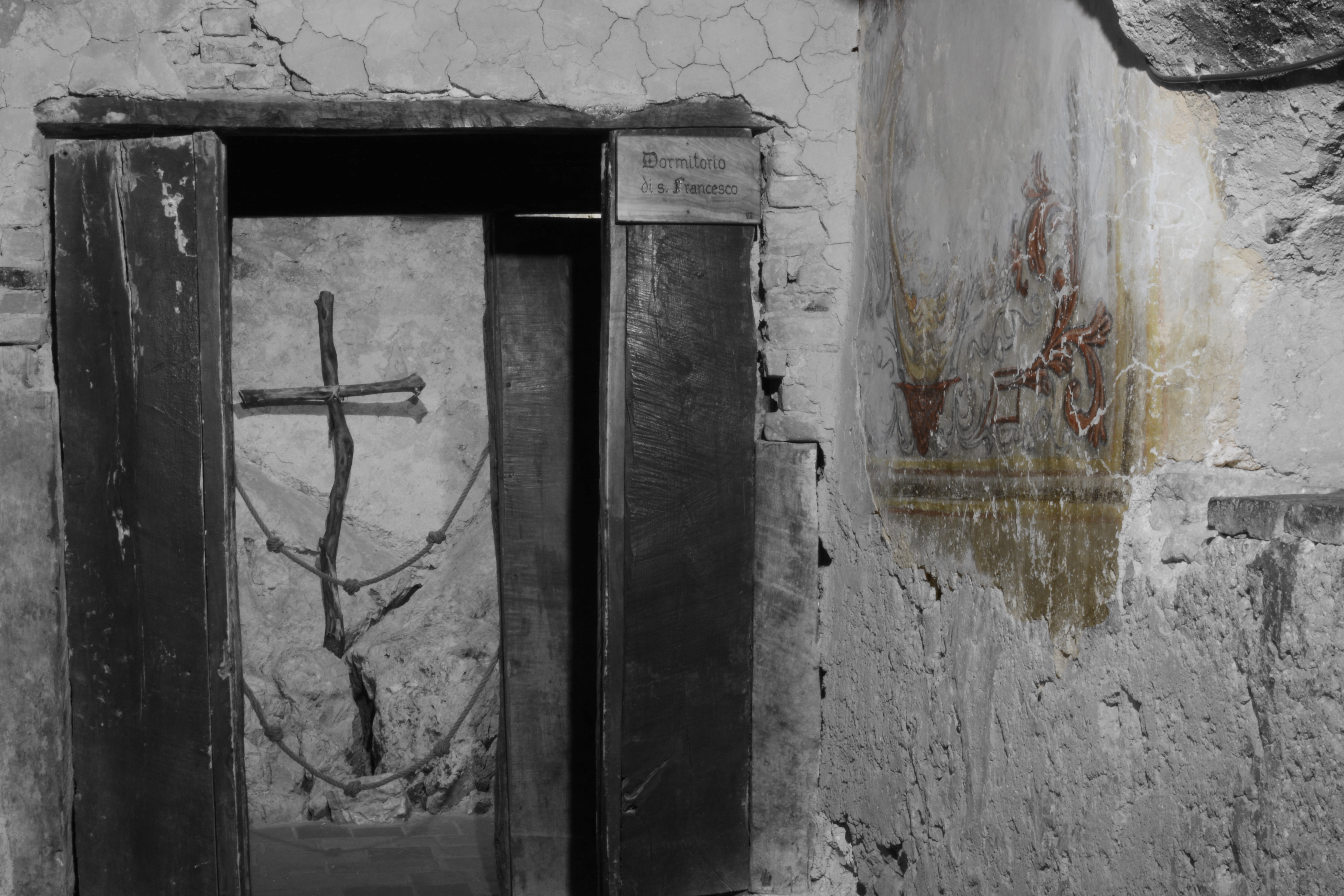
Schlafplatz von Franz von Assisi in Greccio
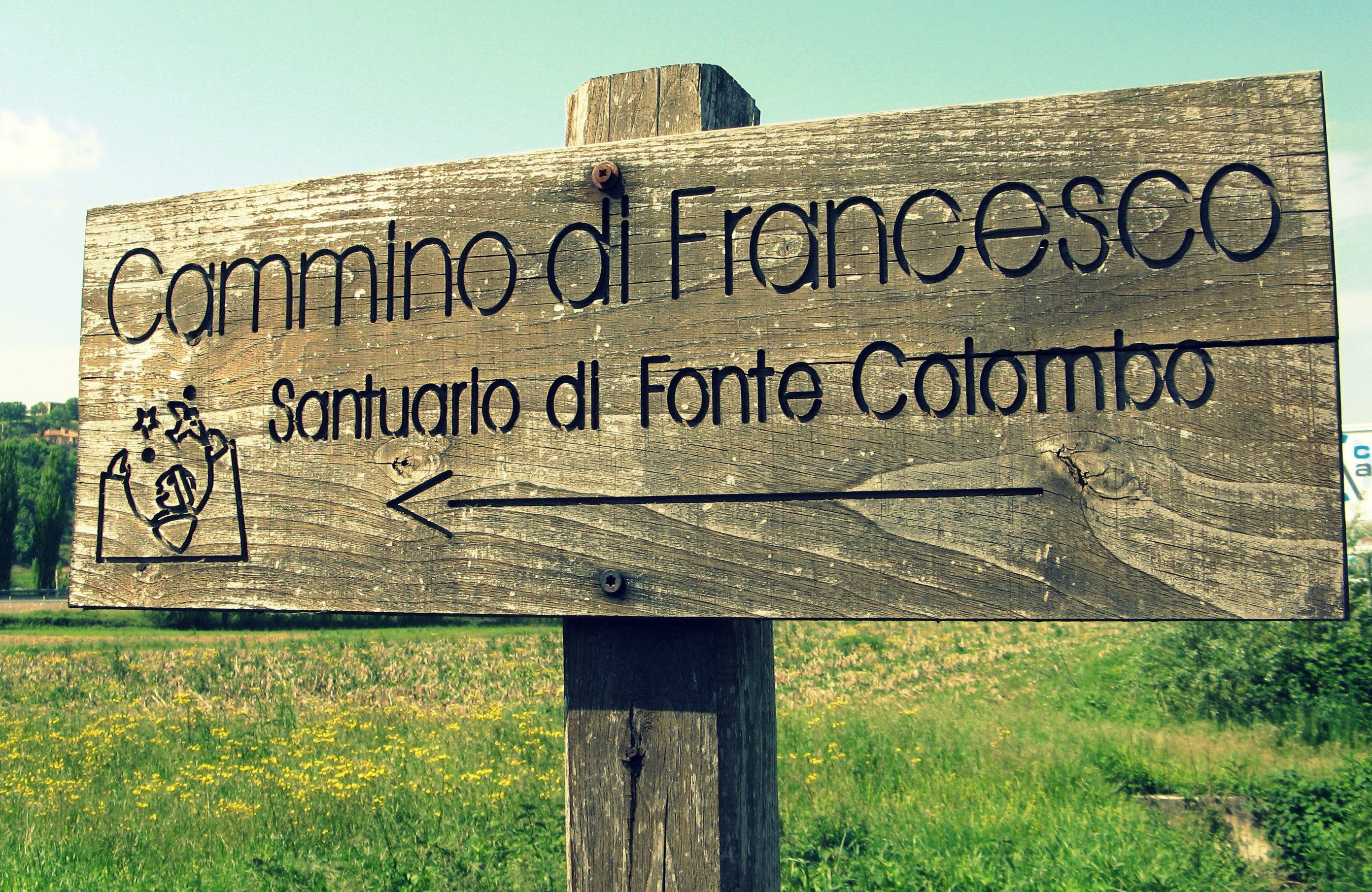
Eingang zum Santuario di Fonte Colombo
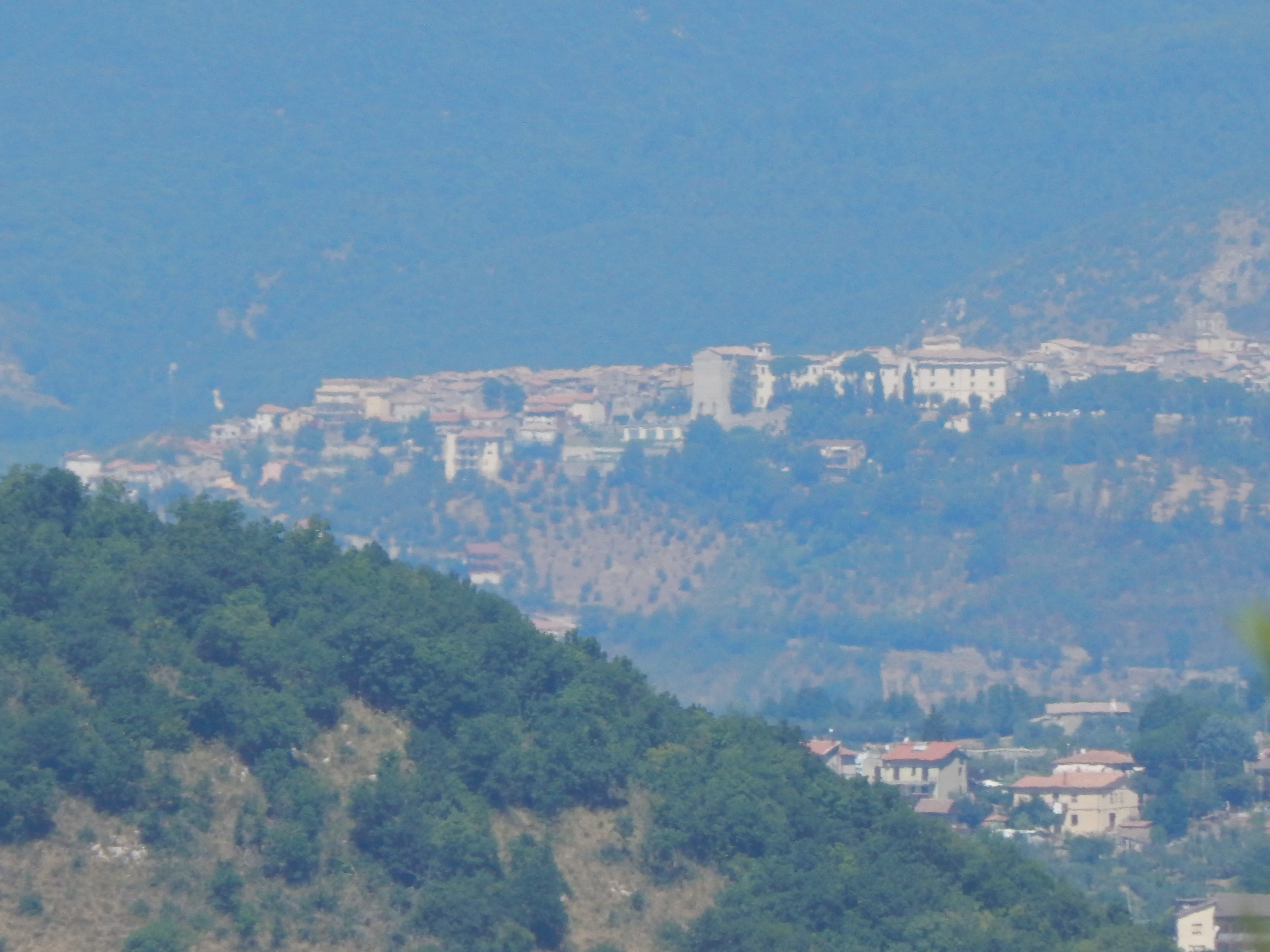
Ponticelli di Scandriglia
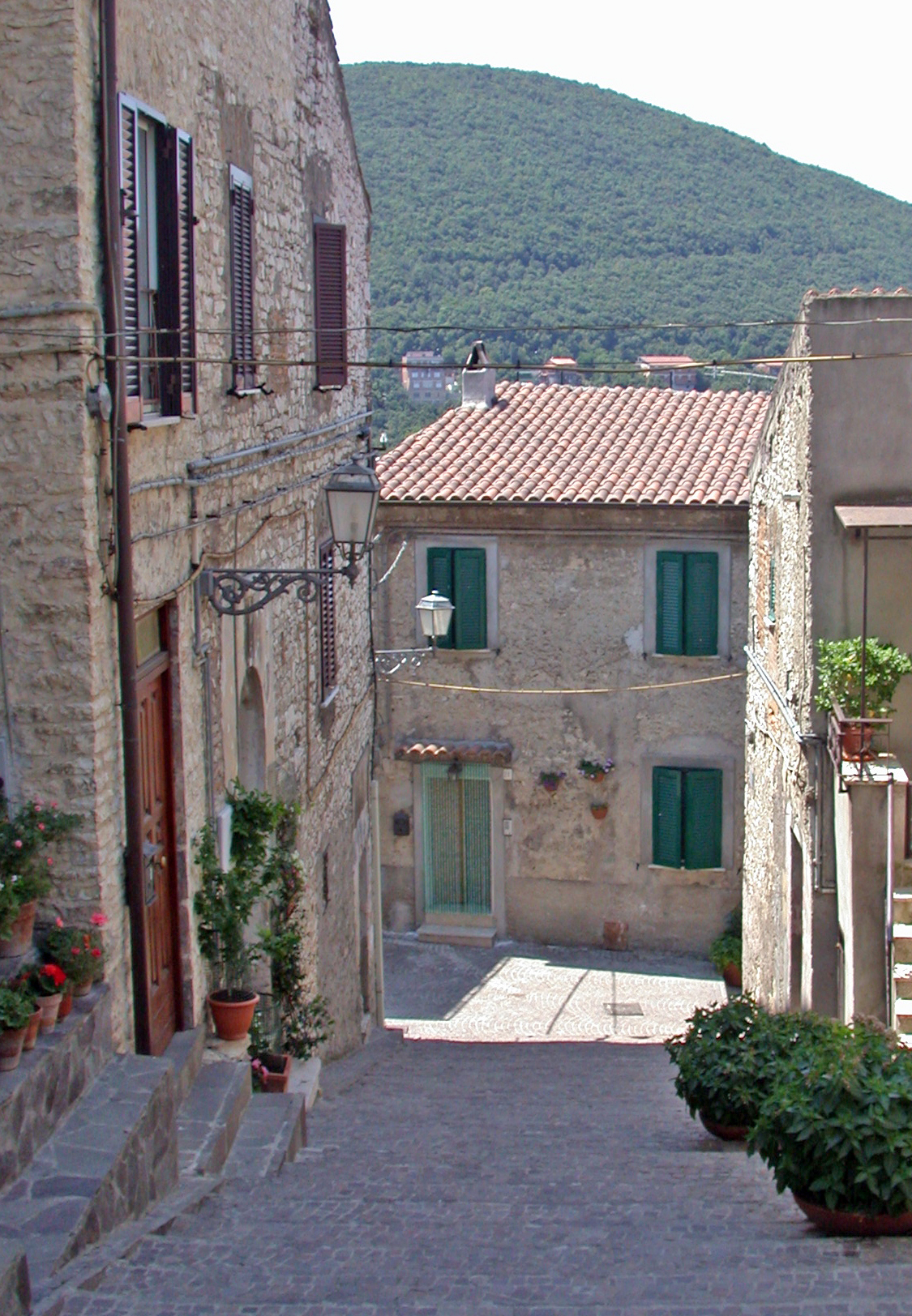
Historisches Zentrum von Nerola
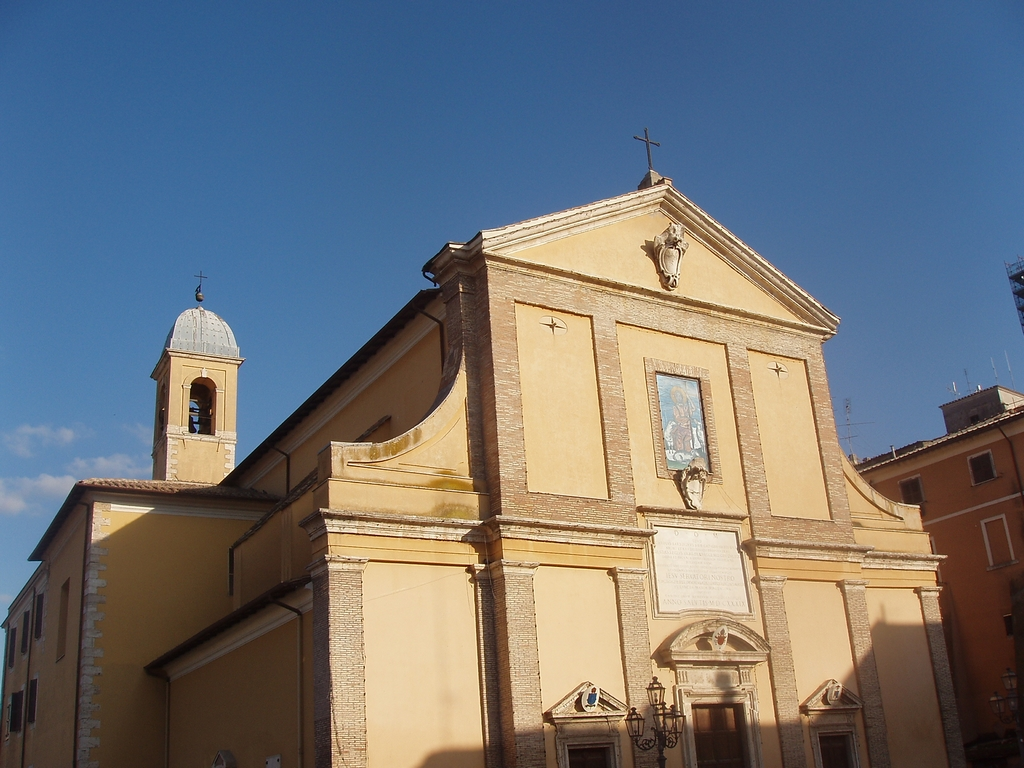
Dom von Monterotondo
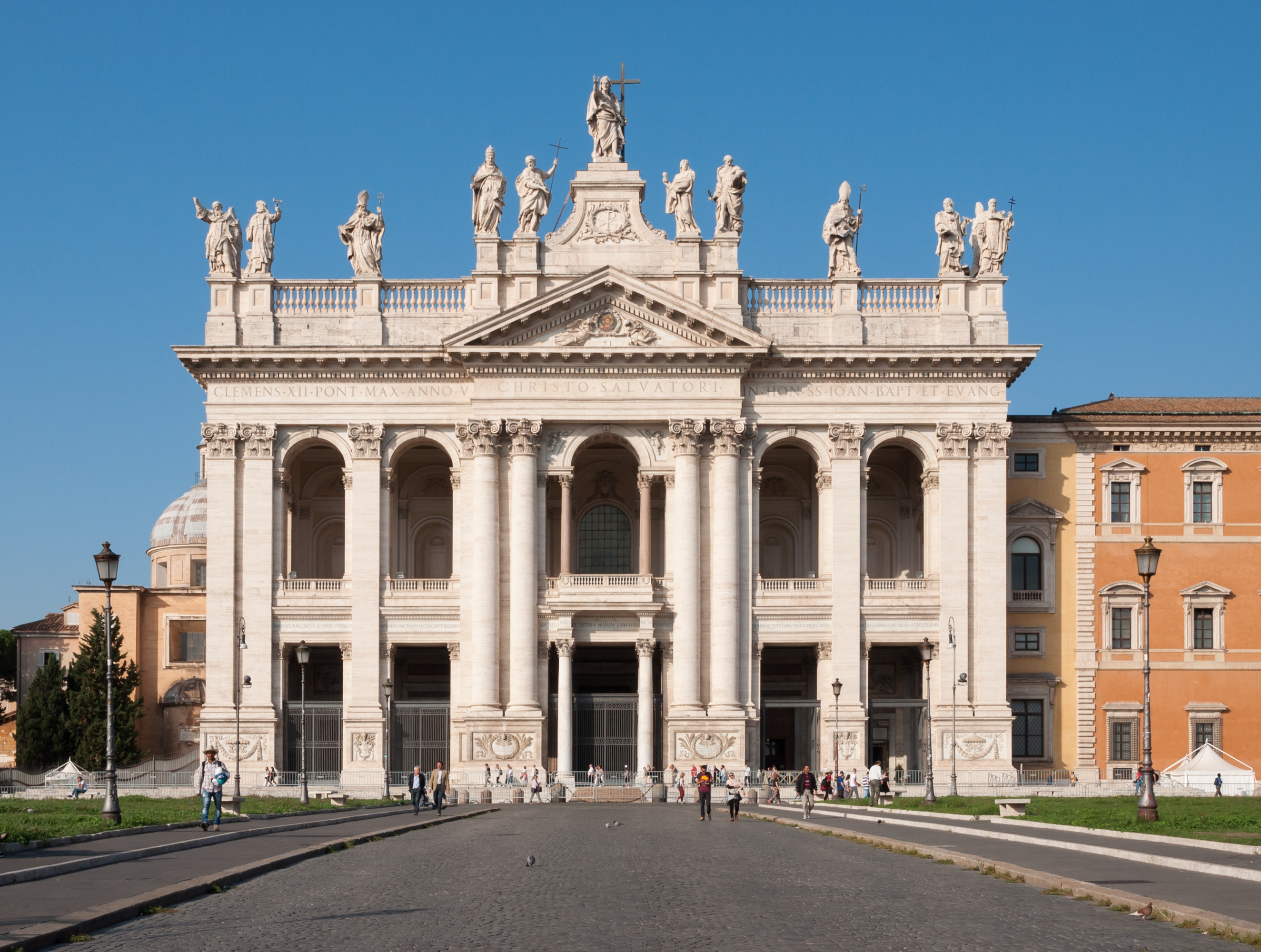
Lateranbasilika in Rom

### Virtuelle Begehung
Mit der zweiteiligen Navigationsleiste Franziskusweg, die sich jeweils am Ende der Ortsartikel befindet, ist die virtuelle Begehung dieses Pilgerwegs möglich. Die Leiste enthält neben der Verlinkung des vorhergehenden und des folgenden Ortes – im nachstehenden Beispiel werden Start- und Endpunkt angeführt – eine ausklappbare Übersicht aller Orte in tatsächlicher Reihenfolge Richtung Rom.
← Vorhergehender Ort: Florenz | Franziskusweg | Nächster Ort: Rom →

Florenz |
Bagno a Ripoli |
Rosano (Rignano sull’Arno) |
Pontassieve |
Diacceto (Pelago) |
Ferrano (Pelago) |
Consuma |
Passo di Consuma |
Gualdo (Pratovecchio Stia) |
Stia |
San Biagio di Ama (Pratovecchio Stia) |
Lonnano (Pratovecchio Stia) |
Casalino (Pratovecchio Stia) |
Camaldoli (Poppi) |
Badia Prataglia (Poppi) |
Frassineta (Chiusi della Verna) |
Biforco (Chiusi della Verna) |
La Verna |
Chiusi della Verna |
Fragailo (Caprese Michelangelo) |
Ponte Singerna (Caprese Michelangelo) |
Sant Fiora (Sansepolcro) |
Sansepolcro |
Badiali (Città di Castello) |
Città di Castello |
Pietralunga |
Loreto Basso (Gubbio) |
Monteleto (Gubbio) |
Gubbio |
Cipolleto (Gubbio) |
Valdichiascio (Gubbio) |
Bellugello Biscina (Gubbio) |
Valfabbrica |
Assisi |
Santa Maria degli Angeli |
Rivotorto (Assisi) |
Spello |
Foligno |
Santa Maria in Valle (Trevi) |
Trevi |
Pissignano (Campello sul Clitunno) |
La Bianca (Campello sul Clitunno) |
Campello sul Clitunno |
San Giacomo (Spoleto) |
Spoleto |
Monteluco (Spoleto) |
Collerisana (Spoleto) |
Montelirossi (Spoleto) |
Madonna di Baiano (Spoleto) |
Perchia (Spoleto) |
Fogliano (Spoleto) |
Cesi (Terni) |
Terni |
San Liberatore (Terni) |
Marmore (Terni) |
Piediluco (Terni) |
Labro |
Morro Reatino |
Poggio Bustone |
Cantalice |
Rieti |
Sant’Elia (Rieti) |
Piani di Poggio Fidoni (Rieti) |
Contigliano |
Greccio |
Stroncone |
Coppe (Stroncone) |
Aguzzo (Stroncone) |
Vasciano (Stroncone) |
Calvi dell’Umbria |
Vescovio (Torri in Sabina) |
Selci |
San Luigi (Poggio Mirteto) |
Poggio Mirteto |
Montopoli di Sabina |
Farfa |
Fara in Sabina |
Canneto Sabino (Fara in Sabina) |
Montelibretti |
Mentana |
Fonte Nuova |
Rom